# 何满子 (词牌名)
《何满子》，词牌名。双调，共计七十四字。正格单调为三十六字，又一体单调为三十七字，或双调七十四字。

## 词牌格式
仄仄平平平仄，平平仄仄平平。仄仄平平平仄仄，平平仄仄平平。仄仄平平平仄，平平仄仄平平。
仄仄平平仄仄，平平仄仄平平。仄仄平平平仄仄，平平仄仄平平。仄仄平平平仄，平平仄仄平平。

## 例词
苏轼
见说岷峨悽怆，旋闻江汉澄清。但觉秋来归梦好，西南自有长城。东府三人最少，西山八国初平。
莫负花溪纵赏，何妨药市微行。试问当垆人在否，空教是处闻名。唱着子渊新曲，应须分外含情。